# محمد السقا (ممثل)
محمد السقا (مايو 1960 -) ممثل مصري.

## حياته
من الممثلين القلائل الذين عملوا في مراحل عمرية مختلفة حيث بدأ طفلاً في التاسعة من عمره، واستمر حتى أصبح رجلاً. قام وهو طفل بالاشتراك في فيلم «الأرض» للمخرج يوسف شاهين عام 1970 (دور الطفل الذي كانت تواعده بطلة الفيلم «وصيفة» الذي لعبته نجوى إبراهيم)، وقام بالاشتراك في فيلم «أفواه وأرانب» للمخرج هنري بركات عام 1977 (دور المراهق سارق الدجاج)، وقام في فيلم «الاحتياط واجب» للمخرج أحمد فؤاد وبطولة أحمد زكي (بدور الشاب المنحرف)، واشترك في فيلم «أربعة في مهمة رسمية» للمخرج علي عبد الخالق عام 1987 (دور سايس إسطبل إيواء الحيوانات). قدم العديد من المسلسلات التليفزيونية مثل «هند والدكتور نعمان» مع كمال الشناوى عام 1984، و«سر الغائب» عام 1994.

## أعماله
قام محمد السقا بالاشتراك في 50 عملاً كان أشهرها
- فيلم «قصر الشوق» للمخرج حسن الإمام عام 1966، وقام بدور الطفل رضوان ياسين عبدالجوّاد.[9][10]
- فيلم «الأرض» للمخرج يوسف شاهين عام 1970.[3]
- فيلم «الباطنية» للمخرج حسام الدين مصطفى عام 1980.[11]
- مسلسل «هند والدكتور نعمان» للمخرج رائد لبيب عام 1984، وقام بدور مجدي سالم عبد الرحمن.[7][12]

## وصلات خارجية
- محمد السقا على موقع الدهليز
- محمد السقا على موقع قاعدة بيانات الأفلام العربية
- محمد السقا (ممثل) على موقع دهليز
- محمد السقا (ممثل) على موقع imdb
- محمد السقا (ممثل) على موقع كاروهات